# WASP-58
WASP-58 är en dubbelstjärna belägen i den norra delen av stjärnbilden Lyran. Den har en skenbar magnitud av ca 11,66 och kräver ett teleskop för att kunna observeras. Baserat på parallax enligt Gaia Data Release 2 på ca 3,41 mas, beräknas den befinna sig på ett avstånd på ca 955 ljusår (293 parsek) från solen. Den rör sig närmare solen med en heliocentrisk radialhastighet på ca -29 km/s.

## Egenskaper
Primärstjärnan WASP-58 A är en gul till vit stjärna i huvudserien av spektralklass G2 V. Den har en massa som är ca 0,94 solmassa, en radie som är ca 1,2 solradie och har en effektiv temperatur av ca 6 000 K. Litium har upptäckts i stjärnspektrumet av WASP-58 A, vilket gör stjärnan avvikande för sin höga ålder.
Följeslagaren WASP-58 B är en röd dvärg, upptäckt 2015, av spektraltyp M som har en effektiv temperatur av ca 3 400 K. Stjärnorna är separerade med ca 1,281 bågsekund. Den bekräftades 2016 vara gravitationellt bunden.

## Planetsystem
År 2012 upptäcktes exoplaneten WASP-58 Ab, som är en het Jupiter i omlopp i en snäv, cirkulär bana kring primärstjärnan WASP-58A. Planetens jämviktstemperatur är 1 270 ± 80 K.
| Planet | Massa            | Halv storaxel (AE) | Siderisk omloppstid (d) | Excentricitet | Inklination | Radie         |
| ------ | ---------------- | ------------------ | ----------------------- | ------------- | ----------- | ------------- |
| b      | 0,899 ± 0,072 MJ | 0,0562 ± 0,0019    | 5,017180 ± 0,000011     | 0,044         | 87,4 ± 1,5° | 1,37 ± 0,2 RJ |